# Kay Hooper
Kay Hooper (* 1958 in Kalifornien) ist eine US-amerikanische Schriftstellerin.

## Leben
Hooper wurde auf einem Stützpunkt der United States Air Force in Kalifornien als erstes von drei Geschwistern geboren. Als ihr Vater den Dienst bei der Armee quittierte, ging die Familie nach North Carolina zurück und ließ sich in der Nähe von Forest City nieder. Ihre Schulzeit absolvierte Hooper dort an der East Rutherford High School und begann anschließend Wirtschaft am Isothermal Community College (Spindale, N.C.) zu studieren.
Bereits nach einem Semester gab sie dieses Studium auf und wechselte zu Literatur und Literaturgeschichte. Bereits während dieser Zeit begann Hooper zu Schreiben und konnte 1980 erfolgreich mit ihrem Roman „Lady Thief“ debütieren.
Hooper ist Single und lebt derzeit (2014) in dem kleinen Ort Bostic (North Carolina) in der Nähe ihres Vaters und der Geschwister.

## Werke (Auswahl)

### Romane
The-Quinn-Zyklus
- Gestohlene Herzen („Once a thief“). Weltbild-Verlag, Augsburg 2009, ISBN 978-3-86800-076-4.
- Geraubte Träume. Roman („Always a thief“). Weltbild-Verlag, Augsburg 2009, ISBN 978-3-86800-121-1.

Shadows-Trilogie
1. Eisige Schatten („Stealing shadows“). Weltbild-Verlag, Augsburg 2008, ISBN 978-3-86800-047-4.
2. Jagd im Schatten („Hiding in the shadows“). Weltbild-Verlag, Augsburg 2009, ISBN 978-3-86800-227-0.
3. Wenn die Schatten fallen („Out of the shadows“). Weltbild-Verlag, Augsburg 2010, ISBN 978-3-86800-286-7.

Evil-Trilogie
1. Die Augen des Bösen („Touching evil“). Weltbild-Verlag, Augsburg 2006, ISBN 3-89897-273-9.
2. Die Stimme des Bösen. Roman („Whisper of evil“). Weltbild-Verlag, Augsburg 2006, ISBN 3-89897-277-1.
3. Das Böse im Blut („Sense of evil“). Weltbild-Verlag, Augsburg 2006, ISBN 3-89897-278-X.

Fear-Trilogie
1. Jagdfieber („Hunting fear“). Weltbild-Verlag, Augsburg 2010, ISBN 978-3-86800-402-1.
2. Kalte Angst. Roman („Chill of fear“). Weltbild-Verlag, Augsburg 2010, ISBN 978-3-86800-626-1.
3. Wenn das Grauen kommt („Sleeping with fear“). Weltbild-Verlag, Augsburg 2007, ISBN 3-89897-329-8.

Einzelne Romane
- Die Frau auf den Klippen. Roman („After Caroline“). Goldmann, München 2001, ISBN 3-442-35492-7.
- Und die Liebe gibt es doch. Roman („C. J.'s fate“). Blanvalet Verlag, München 2009, ISBN 978-3-442-37160-0.

### Erzählungen
- Arts magica. In: Kay Hooper u. a.: Yours 2 keep. Bantam Books, New York 1999, ISBN 978-0-553-58167-6.
- Almost an angel. In: Kay Hooper u. a.: My Guardian Angel. Bantam Books, New York 1995, ISBN 978-0-553-76260-0.
- Christmas Future. In: Kay Hooper u. a.: The Delaney Christmas Carol. Bantam Books, New York 2005, ISBN 978-0-553-80287-0.
- Holiday Spirit. In: Kay Hooper u. a.: Christmas Love Stories. Avon Books, New York 1991, ISBN 978-0-380-76572-0.